# Platyja
Platyja là một chi bướm đêm thuộc họ Erebidae.

## Các loài
- Platyja cyanopasta Turner, 1908
- Platyja exequialis Lucas, 1901
- Platyja umbrina (Doubleday, 1842)
- Platyja umminia Cramer, [1780]